# Отарбаев, Рахымжан Касымгалиевич
Рахымжан Касымгалиевич Отарбаев (каз. Рахымжан Қасымғалиұлы Отарбаев; 19 октября 1956, Курмангазинский район, Атырауская область, КазССР — 17 февраля 2018, Атырау, Казахстан) — писатель-драматург, государственный и общественный деятель, профессор, Академик Международной общественной академии имени Чингиза Айтматова, Заслуженный деятель Казахстана, «Почетный гражданин города Атырау».

## Биография
Родился 19 октября 1956 года в Курмангазинском районе Атырауской области. С 1973 по 1977 год учился в Уральском педагогическом институте имени А. С. Пушкина. С 2015 года проводится традиционный Международный театральный фестиваль имени Рахимжана Отарбаева. Писатель скончался 17 февраля 2018 года.

## Трудовая деятельность
• 1978 — корреспондент газеты «Орал өңірі»
• 1978—1980 — учитель казахского языка и литературы Тенгизского района Атырауской области
• 1980—1981 — корреспондент газеты «Ленин жолы» (Атырауская область, Курмангазинский район)
• 1981—1985 — редактор Государственного комитета по телевидению и радиовещанию Казахской ССР г. Алматы
• 1985—1989 — корреспондент газеты «Казахская литература»
• 1989—1994 — редактор отдела литературно-художественного и общественно-политического журнала
«Жалын»
• 1994—1996 — Атташе Посольства Республики Казахстан в Кыргызской Республике (Бишкек)
• 1996—1997 — специальный корреспондент республиканской газеты «Егемен Қазақстан» в Кыргызской Республике
• 1997—1999 — руководитель Республиканской корпорации «Телевидение и Радио Казахстана» в г. Актау Мангистауской области
• 1999—2002 — директор Атырауского областного казахского драматического театра имени Махамбета
• 2005—2009 — заведующий сектором Администрации Президента Республики Казахстан
• 2009—2010 — генеральный директор Национальной академической библиотеки Республики Казахстан
• С 2013 по 2018 год работал художественным руководителем Атырауского областного академического казахского драматического театра имени Махамбета и главным редактором журнала «Акжайык»

## Книги
- Құпия түн — 1987
- Жәңгір Хан — 1992
- Жұлдыздар құлаған жер — 2000
- Жұлдыздар құлаған жер — 2002
- Жайық жыры — 2003
- Соғыстың соңғы бомбасы — 2004
- Бешкашка бериштин окуясы — 2005
- Шер — 2006
- Таңдамалы шығармалар жинағы — 2006
- Отверженный мир — 2007
- Қараша қаздар қайтқанда — 2007
- Қос томдық қытай тілінде — 2007
- Дауысыңды естідім — 2008
- Аспандағы ақ көбелектер — 2009
- Злато зарытого клада — 2009
- Бейбарыс Сұлтан(на арабском и казахском) — 2011
- Проводник судьбы — 2011
- Злато зарытого клада — 2011
- Біздің ауылдың амазонкалары — 2012
- Айна-ғұмыр (пьесалар жинағы) — 2013
- Шыңғыс ханның көз жасы — 2014
- Аспандағы ақ көбелектер — 2014
- Плач Чингиз-хана — 2015
- Чыңгыз ханның күз яше −2015
- Baş — Анкара, 2016
- Beyaz kelebekler — Анкара, 2016
- Таңдамалы (На казазском и на русском)- 2016
- Baş — Баку, 2017
- Толгой — Ұланбатор, 2019
- И был я подобием твоим — Россия, 2019
- Плач Чингиз-хана — Россия, 2019
- Бас — 2019
- Қыз Данайдың қырғыны — 2019
- Бас — Der Schadel — изд. «Dagyeli», Германия Берлин 2020

• Пьесы:
- «Әбутәліп әпенді»
- «Абай-сот»
- «Мен Сізді сатқан жоқпын»
- «Ғабит»
- «Ән-Әміре»
- «Жасын ғұмыр»
- «Жәңгір хан»
- «Бас»
- «Сырым батыр»
- «Мұстафа Шоқай»
- «Махаббат мұнарасы»
- «Айна-ғұмыр»
- «Фариза мен Мұқағали»
- «Нашақор жайлы новелла»
- «Актриса»
- «Нұржауған-ғұмыр»
- «Двойник»
- «Қараша қаздар қайтқанда»
- «Бейбарыс сұлтан»
- «Гиппократ анты»
- «Аяқталмайтын хикая»
- «Мона Лиза»
- «Нарком Жүргенов»
- «Сағыныш шөбі» қуыршақ театрына арналған
- «Дүние ғайып»
- «Мәңгілікпен кездесу»
- «Ауылы Ақбөбектің ай астында»

Кино-телесценарий:
- Мұхаммед Салық Бабажановтың өмірі мен өлімі — 1990
- Исатай Тайманов (1891—1991 ж.ж) — Алматы, 1991
- Азусары мен Кірпішбай — 1991—1992
- Жәңгір хан — Атырау, 2000
- Жұмбақтаудағы қазына — 2008
- Бәйтерек — 2008
- Айна — 2015
- Алтын — 2015

## Награды и звания
• Орден:
1. Орден «Парасат»

• Достижения в области литературы:
1. Заслуженный деятель Казахстана (07.12.2004)
2. Лауреат Республиканский премии имени Толегена Айбергенова (1987)
3. Лауреат премии имени Махамбета (06.12.2000)
4. Первое место в конкурсе «Астана — Байтерек» (2003)
5. Лауреат Республиканский премии имени Габита Мусрепова (2009)
6. «Правда истории Алаша» 550-летие Казахского ханства. 1 место в жанре драма (2015)
7. Обладатель Государственной стипендии Президента Республики Казахстан (2015)
8. Лауреат Национальной театральной премии Кыргызской Республики «Ергуу» (2017)

• Ученые и другие звания:
1. Академик Международной общественной академии имени Чингиза Айтматова (1996)
2. «Почетный гражданин Курмангазинского района Атырауской области» (02.12.2005)
3. Почетный профессор Атырауского государственного университета имени Х. Досмухамедова (08.11.2006)
4. «Почетный гражданин города Атырау» (13.12.2011)
5. Почетный профессор Западно-Казахстанского государственного университета имени Махамбета Утемисова (31.10.2016)
6. Почетный профессор Атырауского института нефти и газа (18.11.2016)
7. Академик Кыргызстан театр ишмерлер союзунун театр искусствосу коомдук (25.11.2016)

• Юбилейные медали:
1. Юбилейная медаль «10 лет Независимости Республики Казахстан» (03.12.2001)
2. Медаль «Народный герой Ер Косай» (28.09.2009)
3. Медаль имени «Ивана Федорова» (2011,Россия)
4. Медаль им. «Академик Зейнолла Кабдолов» (2014)
5. Медаль «Алпамыс батыр» (2014)
6. Медаль «За развитие дружбы и сотрудничества между Казахстаном и Турцией» (2015)
7. Медаль «Ардын хувьсгал-90» (20.09.2015 Монголия)
8. Золотой медаль Советского фонда мира (19.10.2016)
9. Медаль посвященная 100-летию турецкого писателя и драматурга Халдуна Танера
10. Юбилейная медаль «Сулеймен Ескараев — первый прокурор» (2016)